# Alfred Gomolka
Alfred Gomolka, född 21 juli 1942 i Breslau (Wrocław i nuv. Polen), död 24 mars 2020 i Loitz i Mecklenburg-Vorpommern, var en tysk professor i fysisk planering och kristdemokratisk politiker tillhörande CDU. Från 1990 till 1992 var han det tyska förbundslandet Mecklenburg-Vorpommerns första ministerpresident efter förbundslandets återinrättande vid Tysklands återförening 1990. Han var 1994–2009 ledamot av Europaparlamentet.

## Biografi
Gomolkas familj flydde från Breslau i samband med andra världskrigets slut och han växte upp i Thüringen, där han tog gymnasieexamen 1960 i Eisenach. Fram till 1964 studerade han germanistik och geografi vid Greifswalds universitet, med en diplomexamen i geografi. Han arbetade under följande år som lärare i Sollstedt och var därefter verksam som vetenskaplig assistent vid Greifswalds universitet från 1967 till 1979. Under denna period avlade han även en doktorsexamen med ett arbete om Greifswaldboddens kustförhållanden, Untersuchungen über die Küstenverhältnisse und die Küstendynamik des Greifswalder Boddens, ett arbete som han utökade i sin habilitation 1988, Untersuchungen über geomorphologische Veränderungen an Boddenküsten in den letzten drei Jahrhunderten unter besonderer Berücksichtigung des Greifswalder Boddens, då han studerade boddenkusters förändring under de senaste tre århundradena.
Från 1979 till 1983 var Gomolka borgarråd i staden Greifswald med ansvar för miljö och vatten, och därefter fram till 1984 ansvarigt borgarråd för stadens bostadspolitik. Han blev därefter åter verksam som forskare i fysisk geografi vid Greifswalds universitet, från 1989 som Dozent.
Gomolka trädde in i östtyska CDU 1960, lämnade partiet 1968, för att därefter från 1971 åter ingå i partiet. Från 1974 till 1984 var han medlem av den lokala partistyrelsen i Greifswald.
Efter den fredliga revolutionen 1989 blev Gomolka CDU-distriktsordförande i Greifswald och valdes från april till oktober 1990 till ledamot av den första demokratiskt valda Volkskammer i Östtyskland, månaderna innan Tysklands återförening. I valet till Mecklenburg-Vorpommerns lantdag i oktober 1990 erhöll Gomolkas CDU tillsammans med FDP majoritet för en högerkoalition och Gomolka valdes 27 oktober 1990 till Mecklenburg-Vorpommerns ministerpresident. Från november 1991 var han i denna roll även ordförande för Tysklands förbundsråd och Tysklands förbundspresidents ställföreträdare enligt gällande turordning mellan förbundsländerna, som den första regeringschefen från de nya förbundsländerna i det tidigare DDR.
Gomolka blev under början av 1992 inblandad i en intern CDU-konflikt omkring försäljningen av de tidigare statliga östtyska varven i Mecklenburg-Vorpommern till det västtyska varvsföretaget Bremer Vulkan AG. Gomolka motsatte sig försäljningen, som han menade gynnade den västtyska industrin på bekostnad av den lokala varvsindustrin. Dåvarande federala transportministern Günther Krause, som också var CDU-ordförande i Mecklenburg-Vorpommern, krävde Gomolkas avgång, och efter att Gomolka avskedat justitie-, förbunds- och europaministern Ulrich Born ur delstatsregeringen 14 mars 1992 och temporärt övertagit dennes ansvarsområden kom CDU-gruppen i lantdagen att i sin tur genomdriva en misstroendeförklaring mot Gomolka. Han avgick därför 16 mars 1992 och den 19 mars valdes Berndt Seite (CDU) till Gomolkas efterträdare som ministerpresident och förbundsrådsordförande.
Gomolka utsågs efter sin avgång som ministerpresident till professor i fysisk planering vid universitetet i Greifswald men behöll sitt mandat i lantdagen fram till 1994. Från 1994 till 2009 var han ledamot av Europaparlamentet för CDU inom Europeiska folkpartiet. I parlamentet ledde han arbetsgruppen för Lettlands EU-inträde som slutligen skedde 2004. Han var även under många år vice ordförande för Paneuropeiska unionen i Tyskland.